# Strada General Florescu Ion Emanoil
Strada General Florescu Ion Emanoil este situată în centrul istoric al municipiului București, în sectorul 3. 
Denumirea străzii a fost dată în memoria generalului Ioan Emanoil Florescu (n. 7 august 1819, Râmnicu Vâlcea — d. 10 mai 1893, Paris), fost general și om politic român și prim-ministru al României în două guverne provizorii, între 17 aprilie și 6 mai 1876 și între 2 martie și 29 decembrie 1891.

## Descriere
Strada este orientată de la vest spre est și se desfășoară pe o lungime de 165 de metri între strada Colței și Calea Moșilor.

## Monumente istorice și clădiri
Pe Lista monumentelor istorice 2010 - Municipiul București - sunt înscrise (de la nr. crt. 1009, cod LMI B-II-m-B-18738 până la nr. crt. 1017, cod LMI B-II-m-B-18746) casele aflate la numerele 1, 6, 8, 9, 12, 15, 17, 19 și 21.
La numărul 1 se află sediul central al ONPCSB (Oficiul Național de Prevenire și Combatere a Spălării Banilor).

## Legături externe
- Strada General Florescu Ion Emanoil pe hartă
- Strada General Florescu Ion Emanoil pe Flickr.com
- Strada General Florescu Ion Emanoil la Google maps - street view